# أكسل فريدريك كرونستيد
أكسل فريدريك كرونستيد (بالسويدية: Axel Fredrik Cronstedt)‏ (من مواليد 23 ديسمبر 1722 في بلدية نيكفارن، 19 أغسطس 1765 في ستوكهولم) هو عالم كيميائي سويدي. اكتشف النيكل في 1751.

## روابط خارجية
- أكسل فريدريك كرونستيد على موقع الموسوعة البريطانية (الإنجليزية)